# Кахта
Кахта (тур. Kâhta) је град и округ у Турској у вилајету Адијаман. Према процени из 2016. у граду је живело 120.378 становника. По површини и броју становника, округ Кахта је други по величини у вилајету. Налази се на истоку провинције и граничи се са вилајетом Малатија на северу и Шанлиурфа на југу.

## Становништво
Према процени, у граду је 2016. живело 74.584 док је у округу живело 120.378 становника.Становништво је  већински курдско.
| 1990.  | 2000.   | 2016.   |
| ------ | ------- | ------- |
| 60.134 | 117,655 | 120,378 |

## Знаменитости
- Планина Немрут - национални парк, познат по античким статуама на врху из периода краљевине  Комагене.
- Каракуш тумулус.
- Замак Кахта
- Мост Септимија Севера, римски мост из другог века нове ере.

- Немрут
- Каракуш тумулус
- Замак Кахта
- Мост Септимија Севера